# Joanne Brackeen
Joanne Grogan Brackeen, dite Joanne Brackeen ou JoAnne Brackeen, née à Ventura en Californie le 26 juillet 1938, est une pianiste de jazz et compositrice américaine. Elle est également enseignante au Berklee College of Music à Boston.

## Biographie

### Débuts
Joanne Grogan nait le 26 juillet 1938 à Ventura en Californie.
Attirée par le piano dès ses 5 ans, elle n'en commence l'apprentissage en autodidacte qu'à 9 ans,. Ses parents lui donnent quelques leçons, ainsi qu'à sa sœur de deux ans son ainée. Si elle est d'abord influencée par le pianiste populaire Frankie Carle, dont elle reproduit les solos d'oreille à 11 ans,, la musique de Charlie Parker et de Bud Powell lui donne envie de faire carrière dans le jazz,. À 12 ans, elle donne ses premiers concerts avec son amie Joanne Zerwig à l'accordéon et au chant.
Une bourse lui permet d'étudier au conservatoire de Los Angeles. Elle quitte l'établissement au bout d'une semaine, considérant qu'on n'y pratique pas assez l'instrument,.
Elle commence à travailler avant d'arriver à la majorité, et modifie son permis de conduire, obtenu à 16 ans, pour faire croire qu'elle en a 21. À la fin des années 1950, elle commence à travailler en Californie auprès de Teddy Edwards, Dexter Gordon, Charles Lloyd et Charles Brackeen, dont elle prendra le nom en l'épousant. Elle découvre la musique d'Ornette Coleman (Something Else!!!!, 1958), qui est un grand choc pour elle.

### Arrivée à New York
Elle s'installe avec Charles Brackeen à New York en 1965,. Les époux finissent par divorcer, et elle élève seule ses quatre enfants, ce qui ne l'empêche pas de continuer à gagner en réputation.
Elle joue alors du piano et de l'orgue avec de nombreux musiciens : le vibraphoniste Freddie McCoy (1964), puis avec Woody Shaw (1969) et Dave Liebman (1969 et 1974). En 1969, elle apprend qu'Art Blakey joue à côté de chez elle. Elle va au concert, et se rend compte que le pianiste ne joue pas : elle propose alors à Blakey de s'installer sur le tabouret,. Elle est embauchée après le premier morceau, et de 1969 et 1972, elle est la première et la seule femme à faire partie du groupe d'Art Blakey, avec qui elle enregistre Catalyst. Elle joue également avec Joe Henderson (1972-1975), Joe Farrell, Sonny Stitt, Stan Getz (1976-1977).

### En tant que leader
Alors qu'elle a divorcé il y a peu, elle publieSnooze, son premier album sous son nom en mars 1975, à l'âge de 36 ans. En 1982, elle devient son propre manager, ce qui lui assure un meilleur contrôle de sa carrière. Elle se produit en tant que leader, en duo avec Clint Houston ou Red Mitchell.
Mais c'est surtout en trio que son travail s'épanouit. Elle s'entoure de musiciens qui partagent son goût de l'improvisation et son intégrité créative, tels que les bassistes Niels-Henning Ørsted Pedersen, Rufus Reid, Cecil McBee, Clint Houston ou Eddie Gómez, un ancien membre du trio de Bill Evans avec qui elle enregistre beaucoup ; ou les batteurs Jack DeJohnette, Al Foster, Idris Muhammad, Roy Haynes ou Billy Hart, avec qui elle joue pendant des dizaines d'années.
Elle joue également avec des guitaristes (Ryō Kawasaki, John Abercrombie, Earl Klugh, Joshua Breakstone), des trompettistes (Freddie Hubbard, Terence Blanchard, John McNeil), des saxophonistes (Gary Bartz, Tom Scott, Michael Brecker, Bob Berg, Branford Marsalis, Donald Harrison, Chris Potter…).
Tring-A-Ling paraît en mars 1975, avec Michael Brecker, Cecil McBee et Billy Hart. C'est le premier album de Joanne Brackeen sur lequel ne figurent que ses compositions. En décembre 1977 paraît Aft, en trio avec le guitariste Ryō Kawasaki et le contrebassiste Clint Houston.
En septembre 1978 paraît Mythical Magic, son premier album en piano solo.
Elle enregistre plusieurs albums avec Eddie Gómez et Jack DeJohnette, dont Keyed In (1979), l'aventureux Ancient Dynasty avec également Joe Henderson (1980) ou Special Identity (1981).
En 1986, elle enregistre Fi-Fi Goes to Heaven en quintet avec Terence Blanchard, Branford Marsalis, Cecil McBee et Al Foster. En 1989 elle publie un autre album de piano solo, 
Live at Maybeck Recital Hall.
Elle revient au trio avec Is It Really True (1991), avec quelques compositions remarquables (Haiti-B, Dr Chu Chow, Estilo Magnifico). La même année, elle retrouve Eddie Gómez et Jack DeJohnette pour Where Legends Dwell.
Dans les années 1990, elle s'intéresse à la musique brésilienne et publie Breath of Brazil (1991), Brasil from the Inside avec des musiciens brésiliens, membres du Trio da Paz (1992). En 1994, elle enregistre un hommage à Heitor Villa-Lobos avec le saxophoniste Ivo Perelman.
En 2001, elle enregistre Eyes of the Elders avec le saxophoniste Talib Qadir Kibwe, un disciple d'Abdullah Ibrahim. Elle participe à New Beginning, la dernière session de Makanda Ken McIntyre.

### Compositrice
Joanne Brackeen a écrit de nombreuses pièces pour ses différents ensembles de jazz. Elle a également composé un quatuor à cordes et un quintette à cordes.
Dans ses premiers albums en leader, elle utilise des lignes de basse basées sur des rythmes impairs (à cinq temps, à sept temps…), à une époque où presque personne ne le faisait.

### Autres activités
Joanne Brackeen a enseigné à la New School de New York, mais c'est surtout au Berklee College of Music que sa réputation de pédagogue s'est établie, où elle donne des cours de piano et de jeu en petite formation. Elle donne également de nombreuses masterclasses aux États-Unis et en Europe.
Elle présente Joanne Brackeen Presents, une émission hebdomadaire sur Manhattan Cable TV,.[Quand ?]

## Récompenses
Joanne Brackeen a reçu plusieurs bourses et récompenses, notamment deux bourses (pour l'interprétation et la composition) du National Endowment for the Arts, menant à des performances en solo au Carnegie Hall et au Kennedy Center,. Au milieu des années 1980, le Département d'État des États-Unis a parrainé une tournée au Moyen-Orient et en Europe,.
- 1996 : prix Living Legend de l'International Women in Jazz[13]
- 2014 : Living Legacy Award du BNY Mellon Jazz[10]
- 2018 : Jazz Master Award[10]

## Style
Joanne Brackeen est une pionnière, qui a suivi et participé à l'évolution du jazz au xxe siècle. Elle est parfois surnommée la « Picasso du jazz ».
Sa musique, improvisée comme écrite, est souvent complexe, avec une grande richesse harmonique et liberté tonale, mais reste lyrique,. Au fil du temps, ses différents trios ont participé à définir une tradition jazz moderne, toujours en évolution.
C'est une pianiste talentueuse, au « jeu puissant et percussif », avec une main droite volubile et une main gauche « précise, dans la fermeté des lignes de basses comme dans les nuances des accords ».
Pour Piero Scaruffi, elle est au pic de sa créativité pendant les années 1970. Dans les années 1990, elle s'intéresse à la musique brésilienne, et notamment à la musique d'Antônio Carlos Jobim, Milton Nascimento, Egberto Gismonti, Gilberto Gil ou encore Heitor Villa-Lobos. Pour Piero Scaruffi, elle n'est plus très inventive à cette période, malgré quelques bons albums (Pink Elephant Magic, 1998).

## Discographie

### En tant que leader
- 1975 : Snooze (Choice), réédité sous le titre Six Ate (Candid Records, 1996)[14]
- 1978 : Tring-A-Ling, avec Michael Brecker (Choice)
- 1978 : Aft (Timeless Records)
- 1978 : Invitation (Freedom, réédité par Black Lion Records)[15]
- 1979 : Mythical Magic (MPS Records)
- 1979 : Keyed In (Tappan Zee Records)
- 1979 : Prism, avec Eddie Gómez (Choice)
- 1980 : Ancient Dynasty (Tappan Zee Records)
- 1981 : Special identity (Artist direct)
- 1985 : Havin' Fun, Joanne Brackeen Trio (Concord Jazz)
- 1987 : Fi-fi goes to heaven (Concord Records)
- 1990 : Live at Maybeck Recital Hall, Volume 1 (Concord Records)
- 1991 : Breath of Brazil (Concord Records)
- 1992 : Where Legends Dwell, avec Eddie Gómez et Jack DeJohnette (Ken Music)
- 1994 : Take a Chance (Concord Records)
- 1994 : Power Talk, Joanne Brackeen Trio (Turnipseed Music)
- 1995 : Turnaround, Joanne Brackeen Quartet (Evidence)
- 1995 : Is It Really True, Joanne Brackeen Trio feat. Walter Schmocker & Billy Hart –
- 1999 : Pink Elephant Magic (Arkadia jazz)
- 2000 : Popsicle Illusion (Arkadia jazz)

### En tant que coleader
- 1976 : New True Illusion, avec Clint Houston (Timeless Records)
- 1978 : Trinkets and Things, avec Ryō Kawasaki (Timeless Records)

### Comme accompagnatrice

#### Avec Freddie McCoy
- 1966 : Funk Drops (Prestige)
- 1967 : Peas 'N' Rice (Prestige)
- 1968 : Soul Yogi (Prestige)
- 1968 : Beans & Greens (Prestige)
- 1968 : Listen Here (Prestige)

#### Avec Clint Houston
- 1978 : Watership Down (Trio Records)
- 1979 : Inside the Plain of the Elliptic (Timeless)

#### Avec John McNeil
- 1978 : Embarkation (SteepleChase)
- 1981 : Clean Sweep (SteepleChase)

#### Autres collaborations
- 1970 : Art Blakey and The Jazz Messengers, Jazz Messengers '70 (Victor World Group)
- 1972 : Buddy Terry, Pure Dynamite (Mainstream Records)
- 1977 : Stan Getz Quartet Feat. Niels-Henning Ørsted Pedersen, Live at Montmartre Vol. 1 (SteepleChase)
- 1979 : Glen Hall, The Book of the Heart (Sonora)
- 1981 : Bob James, All Around the Town (Columbia)
- 1983 : Freddie Hubbard, Sweet Return (Atlantic)
- 1986 : Stan Getz Quartet Feat. Niels-Henning Ørsted Pedersen, Live at Montmartre Vol. 2 (SteepleChase)
- 1990 : Ed Sarath, Voice of the Wind (Owl Records)
- 1994 : Ivo Perelman, Man of the Forest (GM Recordings, Inc.)
- 1995 : The Out Takes, Genuine Article (Roy Sakuma Productions)
- 1996 : Tony Lakatos, avec Joanne Brackeen, Cecil McBee et Al Foster, Live in Budapest (Laika Records)
- 1997 : Toots Thielemans, Captured Alive (Choice)
- 1999 : Makanda Ken McIntyre, A New Beginning (Passin' Thru Records)
- 2001 : T.K. Blue, Eyes of the Elders (Arkadia Jazz)